# Dolphin Telecom
Dolphin Telecom va ser un operador de xarxa mòbil utilitzant la tecnologia TETRA d'accés de ràdio. La xarxa inicial de Dolphin era al Regne Unit, sinó que també van construir xarxes a França, Alemanya i Bèlgica. Van decidir posar la tecnologia com un servei de 4-en-1 posant l'accent en la capacitat de tenir telèfon, walkie-talkie, SDS (l'equivalent a TETRA de SMS), i paquets de dades. A Espanya operava amb Teletruk. En retrospectiva, aquest enfocament va resultar desencertat perquè la qualitat de so del servei telefònic era deficient i perquè la tecnologia mai va proveir un servei de paquets de dades funcionant en qualsevol de les seues xarxes. L'1 d'agost de 2001, l'empresa va entrar en l'administració i van ser acomiadats un gran nombre de persones. Una altra sèrie d'acomiadaments es van fer més tard aquest any i la xarxa va funcionar en un mínim de personal. El juny de 2002 la xarxa va ser comprada per Inquam per uns 25m GBP. El servei encara es va comercialitzar sota la marca Dolphin Telecom. El 31 de juliol de 2004, la xarxa va ser finalment apagada.